# 1556 a tudományban
Az 1556. év a tudományban és a technikában.

## Események
- Megjelenik Georgius Agricola De re metallica (A bányászatról és kohászatról) c. műve (Bázel).[1]

## Születések
- február 21. – Sethus Calvisius latinul író német asztronómus, zenetudós, zeneszerző  († 1615)

## Halálozások
- november 10. – Richard Chancellor tengerész, felfedező (* 1521)